# Бондаренко Іван Васильович
Іван Васильович Бондаренко (* 1875, Харків — †невід.) — український оперний та концертний співак, бас-баритон.

## Біографія
Народився в Харкові в робітничій сім'ї, працював механіком на Харківському паровозному заводі. Навчався співу у Харківському музичному училищі (клас Федеріко Бугамеллі).
У 1906—1909 роках виступав на оперних сценах Москви у театрі Солодовникова (приватна опера) та опері Зиміна. У 1911—1915 роках працював у Харкові (товариство під керівництвом П. М. Штробіндера, Г. С. Рейнард-Шаєвича та П. С. Якушева). Відзначався гарним голос широкого діапазону.
Був активним членом харківського товариства імені Квітки-Основ'яненка. Спільно із Іваном Алчевським та І. Г. Гуляєвим організував у Харкові українські концерти, в яких виконував романси Миколи Лисенка, Якова Степового, а також українські народні пісні.
У 1909 році фірма «Pathé Records» записала десять українських народних пісень у виконанні Івана Бондаренка у супроводі бандури.

## Партії

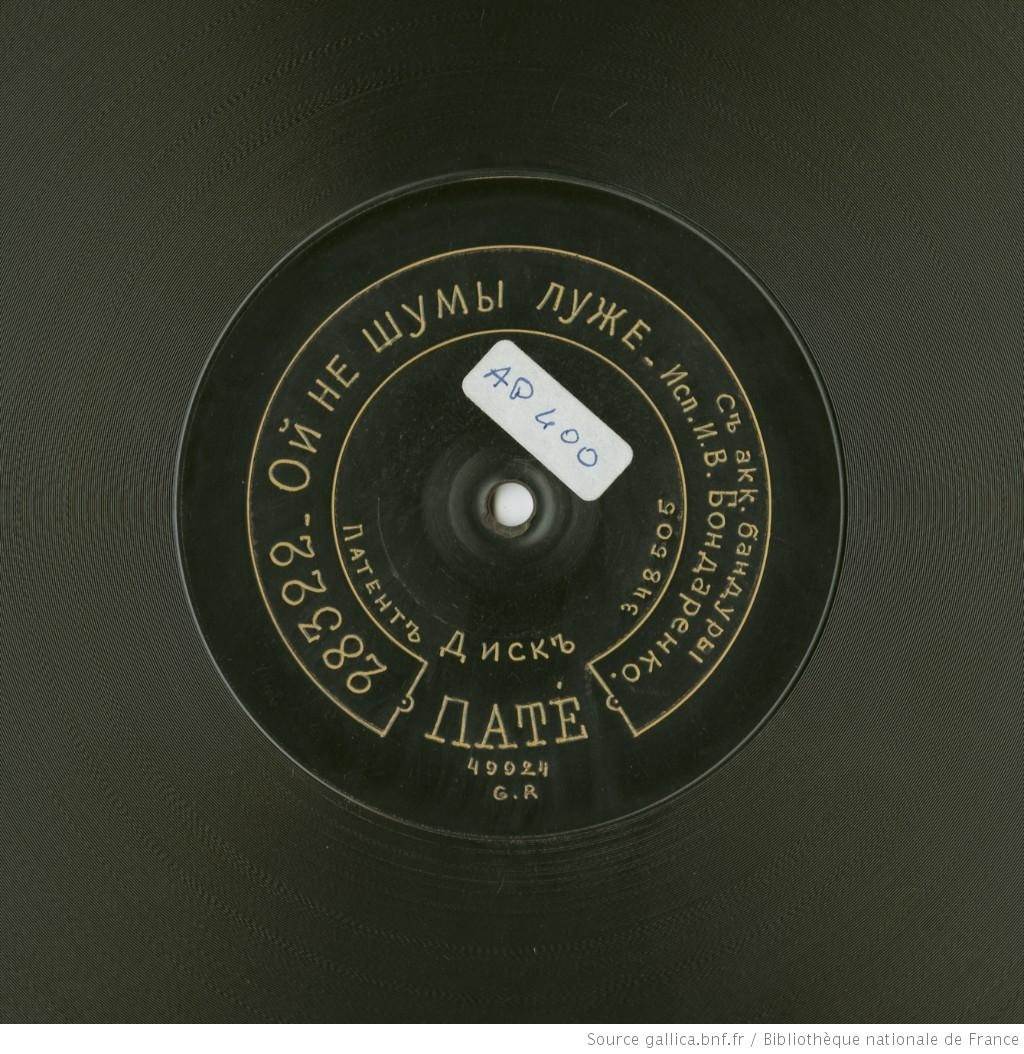
Записи фірми «Пате» 1909 року

- Князь Ігор («Князь Ігор» Бородіна)
- Григорій Грязной («Царева наречена» М. Римського-Корсакова),
- Ліонель («Орлеанська діва» П. Чайковського),
- Євгеній Онєгін («Євгеній Онєгін», П. Чайковського)
- Султан («Запорожець за Дунаєм» С. Гулака-Артемовського)
- Микола («Наталка Полтавка» М. Лисенка)
- Граф ді Луна («Трубадур» Дж Верді.)
- Амонасро («Аїда» Дж Верді)
- Сільвіо (Паяци Р. Леонкавалло).